# Juan Silloniz
Juan Silloniz Achabal es un exciclista profesional español. Nació en Ispáster (Vizcaya) el 25 de mayo de 1942. Fue profesional desde 1968 hasta 1972.

## Palmarés
1968
- 1 etapa de la Euskal Bizikleta

1969
- Tres Días de Leganés
- 1 etapa de la Vuelta a Mallorca
- G.P. San Salvador del Valle

1970
- 1 etapa de la Vuelta a Aragón

1971
- Porto
- Trofeo Antonio Costa
- Valadares-Porto
- 3 etapas del  G.P. Fagor (Angola)

## Equipos
- La Casera-Peña Bahamontes (1968)
- Fagor (1969)
- Karpy-Licor (1970)
- Coelima (1971)
- Sangalhos (1972)